# Daphnée Duplaix
Daphnée Lynn Duplaix Samuel (Manhattan, Nueva York, 18 de agosto de 1976) es una actriz y modelo estadounidense.
En las primeras publicaciones de Playboy su nombre aparece como Daphneé (la tilde en la segunda "e"). Su desplegable central de Playboy está firmado como Daphnee, y se refiere a sí misma de esta manera en su página web oficial.

## Primeros años
nació el 16 de agosto de 1976, en Manhattan, Nueva York y es de ascendencia haitiana, francesa, e italiana.

## Carrera
de aparecer en la revista Playboy como Playmate del Mes en julio de 1997, ha aparecido en varios vídeos de Playboy. Fue fotografiada por Richard Fegley.
se convirtió en miembro de reparto regular en la telenovela estadounidense Passions en 2004, interpretando a Valerie Davis hasta 2008. En enero de 2009, Duplaix sirvió como anfitriona del programa de juegos de Playboy TV Show Us Your Wits. Luego empezó a aparecer como Rachel Gannon en la telenovela de ABC One Life to Live el 7 de abril de 2009.

## Filmografía
| Año        | Título                    | Role                      | Notas |
| ---------- | ------------------------- | ------------------------- | --- |
| Televisión |                           |                           | |
| 1997       | Women: Stories of Passion | desconocido               | Episodio: "Voodoo" |
| 1998       | One World Music Beat      | Correspondiente           | |
| 1998       | The Steve Harvey Show     | Shelia                    | Episodio: "Everybody Loves Regina"                                                                                                |
| 1999       | Rude Awakening            | Chica Guapa#2             | Episodio: "Powerless Over the What?"                                                                                              |
| 1999       | V.I.P.                    | Iris Leon                 | Episodio: "Ransom of Red Val" |
| 1999       | City Guys                 | Rayna                     | Episodio: "Marriage Go-Round" |
| 1999       | Just Shoot Me!            | Tanya                     | Episodio: "Hello Goodbye" |
| 2000       | Angel                     | Serena                    | Episodio: "Expecting" |
| 2000       | For Your Love             | April                     | Episodio: "The Craving" |
| 2000       | The Parkers               | Vanessa                   | Episodio: "Cheers" - como Daphnee Duplaix                                                                                         |
| 2001       | Kate Brasher              | Kelly                     | Episodio: "Georgia" |
| 2001       | My Wife and Kids          | Tiara                     | Episodio: "A Little Romance" |
| 2001       | Felicity                  | Samantha                  | Episodios:"Senioritis" y "Girlfight"                                                                                              |
| 2001       | Off Centre                | Chica de Ventas           | Episodio: "Let's Meet Mike and Euan"                                                                                              |
| 2001–2003  | The District              | Giselle                   | Episodio: "Sacrifices and Fools" "Russian: Part 1" y "The Most Dangerous Job" y "Rage Against the Machine" - como Daphnee Duplaix |
| 2002       | The Invisible Man         | Rachel                    | Episodio: "Mere Mortals" |
| 2002       | Dharma & Greg             | Laura                     | Episodio: "The Mamas and the Papas: Part I and Part II"                                                                           |
| 2002       | Half & Half               | Geneva                    | Episodio: "The Big Upsetting Set-Up"                                                                                              |
| 2003       | CSI                       | Amelia Rueben             | Episodio:"Grissom Versus the Volcano" - como Daphnee Duplaix                                                                      |
| 2004–2008  | Passions                  | Valerie Davis             | Papel desde: 16 de diciembre de 2004 - 28 de mayo de 2008 Episodio:34                                                             |
| 2005       | Sex, Love & Secrets       | Melanie                   | Episodios: "Danger" and "Ambush"                                                                                                  |
| 2009       | CSI:NY                    | Dr. Catherine Rydell      | Episodio: "No Good Deed" |
| 2009–2010  | One Life to Live          | Rachel Gannon             | Papel desde: 7 de abril de 2009 - 23 de marzo de 2010                                                                             |
| 2011       | Last Man Standing         | Misty Cavanaugh           | Episodio: "Home Security" |
| 2012       | House of Lies             | Alisette Kauffman         | Episodio: "Pilot" |
| Películas  |                           |                           | |
| 1997       | Kickboxing Academy        | Melinda                   | |
| 1997       | The Blackout              | Chica Mosca               | como Daphne |
| 1998       | Let's Talk About Sex      | Chloe                     | |
| 1999       | Foolish                   | Clarisse                  | como Daphne Lynn Duplaix |
| 2000       | Kiss Tomorrow Goodbye     | Recepcionista del Salón   | TV |
| 2002       | Demon Island              | Julie                     | |
| 2003       | The Road Home             | Deidre                    | |
| 2003       | The Fighting Temptations  | Tiffany                   | |
| 2004       | The Palms Girl Search     | Presentadora              | TV |
| 2005       | Heart of the Beholder     | Detective Deborah Burbach | |

## Vida personal
Duplaix está casada con Ron Samuel y tienen tres hijos juntos.